# Seznam poslanců Poslanecké sněmovny Říšské rady (1911–1918)
Toto je seznam poslanců Poslanecké sněmovny Říšské rady ve volebním období 1911–1918. Zahrnuje všechny členy Poslanecké sněmovny předlitavské (rakouské) Říšské rady ve XII. funkčním období od voleb do Říšské rady roku 1911 až do zániku Rakouska-Uherska roku 1918.

## Přehled zasedání
- XXI. zasedání Poslanecké sněmovny Říšské rady (1911–1914)

Zasedání začalo první schůzi sněmovny 17. července 1911 po volbách. Předsedajícím sněmovny byl zvolen Julius Sylvester. Kromě něj bylo zvoleno sedm místopředsedů. Poslední schůze se odehrála 13. března 1914. Pak nechal císař František Josef I. Říšskou radu na návrh vlády Karla Stürgkha odročit a před vyhlášením války Srbsku a následným vypuknutím první světové války už nebyla svolána. Oficiálně skončilo zasedání Poslanecké sněmovny 25. července 1914, tedy krátce před počátkem války. 
- XXII. zasedání Poslanecké sněmovny Říšské rady (1917–1918)

Nový císař Karel I. svolal Říšskou radu na nové zasedání a první schůze se uskutečnila 30. května 1917. Oficiálně zasedání trvalo do 12. listopadu 1918. Předsedou sněmovny byl zvolen Gustav Groß a s ním opět sedm místopředsedů (z toho pět tento post zastávalo již v předchozím XXI. zasedání).

## Poslanecké kluby
Nejsilnějším klubem byli po volbách sociální demokraté s 82 poslanci a křesťanští sociálové se 74 mandáty. Celkem ale v parlamentu působilo cca 20 frakcí.
Podle údajů z července 1918 působilo v Říšské radě 13 poslaneckých skupin:
- Český svaz, 96 poslanců
- Německý národní svaz, 94 poslanců
- Křesťansko-sociální sjednocení, 67 poslanců
- Polský klub, 64 poslanců
- Němečtí soc. dem., 41 poslanců
- Jihoslovanský svaz, 31 poslanců
- Ukrajinci, 28 poslanců
- Italové, 14 poslanců
- Polští soc. dem., 8 poslanců
- Všepoláci, 7 poslanců
- Vídeňští svobodomyslní, 7 poslanců
- Rumuni, 5 poslanců
- Všeněmci, 3 poslanci
- nezařazení, 7 poslanců
- Celkem 473 poslanců, dalších 43 mandátů neobsazeno

## Zánik Rakouska-Uherska a Říšské rady
Koncem října 1918 se od Rakouska-Uherska osamostatnily oblasti Čech a Moravy, dále jihoslovanské regiony (Kraňsko, Dalmácie a jižní Štýrsko). Kromě toho se v této době rozpadla i unie Rakouska s Uherskem (to ovšem na Říšské radě nebylo před rokem 1918 zastoupeno). Státoprávní změny probíhaly i v etnicky německém centru monarchie. 21. října 1918 se sešli němečtí poslanci Říšské rady a prohlásili se za Prozatímní národní shromáždění Německého Rakouska, které pak fungovalo do února 1919.
Panská sněmovna (nevolená horní komora Říšské rady) se naposledy sešla 30. října 1918. Poslanecká sněmovna naposledy jednala 12. listopadu 1918, přičemž schůze se účastnilo jen málo neněmeckých členů. Závěrečnou řeč pronesl předseda komory Gustav Groß.

## Seznam poslanců Říšské rady
| Jméno                         | Poslanecký klub/Strana                                       | Volební obvod    | Poznámka |
| ----------------------------- | ------------------------------------------------------------ | ---------------- | --- |
| Abrahamowicz Dawid            | Polský klub (polský konzervat.)                              | Halič 64         | |
| Abram Simon                   | Klub něm. soc. demokratů                                     | Tyrolsko 02      | |
| Adler Victor                  | Klub něm. soc. demokratů                                     | Dolní Rakousy 20 | Zemřel 11. 11. 1918. |
| Albrecht Hugo                 | Německý nár. svaz                                            | Morava (N) 07    | |
| Angerman Klaudiusz            | Polský klub (polský lidovec)                                 | Halič 46         | |
| Ansorge August                | Německý nár. svaz                                            | Čechy 128        | |
| Aust Ludvík                   | Klub českých soc. demokratů                                  | Čechy 19         | |
| Bačynskyj Lev                 |                                                              | Halič 59         | [ 5 ] |
| Bačynskyj Volodymyr           | Ukrajinské parlam. zastoupení                                | Halič 64         | Nastoupil 23. 10. 1917 místo J. Folyse                                                                                    |
| Baechle Josef                 | Křesťansko-soc. klub něm. poslanců                           | Dolní Rakousy 02 | |
| Bachmann Adolf                | Německý nár. svaz                                            | Čechy 92         | Zemřel 31. 10. 1914 |
| Baljak Dušan                  | Dalmatský klub                                               | Dalmácie 02      | |
| Banaś Antoni                  | Polský klub (polský lidovec)                                 | Halič 37         | |
| Barbo-Waxenstein Josef Anton  | Německý nár. svaz                                            | Kraňsko 12       | |
| Battisti Cesare               | Klub něm. soc. demokratů                                     | Tyrolsko 06      | Ztratil mandát 30. 5. 1917 na základě pravomoc. rozsudku z 12. 7. 1916.                                                   |
| Bauchinger Matthäus           | Křesťansko-soc. klub něm. poslanců                           | Dolní Rakousy 48 | |
| Baumgartner Georg             | Křesťansko-soc. klub něm. poslanců                           | Horní Rakousy 18 | |
| Baworowski Jerzy              | Polský klub (polský konzervat.)                              | Halič 69         | |
| Baxa Karel                    | Český nár. sociální klub                                     | Čechy 01         | |
| Bechyně Rudolf                | Klub českých soc. demokratů                                  | Morava (Č) 10    | |
| Benkovič Ivo                  | Chorvatsko-slovinský klub                                    | Štýrsko 29       | |
| Berger Ferdinand              | Křesťansko-soc. klub něm. poslanců                           | Štýrsko 22       | |
| Bernt Franz                   | Německý nár. svaz (Něm. radik. str.)                         | Čechy 112        | |
| Beyer Franz Andreas           | Německý nár. svaz                                            | Horní Rakousy 01 | Nastoupil 6. 11. 1911 místo zesnulého poslance Reiningera.                                                                |
| Biały Stanisław               | Polský klub (polský lidovec)                                 | Halič 52         | |
| Biankini Juraj                | Dalmatský klub                                               | Dalmácie 10      | |
| Biliński Leon                 |                                                              | Halič 21         | Rezignoval 5. 3. 1912. |
| Biňovec František             | Klub českých soc. demokratů                                  | Čechy 36         | |
| Biś Jan                       | Polský klub                                                  | Halič 45         | Zemřel 12. 2. 1915. |
| Bobrowski Emil                | Polský klub (polský soc. dem.)                               | Halič 19         | Zvolen 23. 9. 1913, slib složil 21. 10 1913. Nastoupil místo W. Korytowského.                                             |
| Bodirsky Gustav               | Německý nár. svaz (Něm. radik. str.)                         | Morava (N) 09    | |
| Bogendorfer Josef             | Křesťansko-soc. klub něm. poslanců                           | Dolní Rakousy 54 | |
| Bojko Jakub                   | Polský klub (polský lidovec)                                 | Halič 44         | |
| Bomba Antoni                  | Klub polské lidové strany (nebo Polský klub, polský lidovec) | Halič 52         | |
| Bradáč Bohumír                | Klub českých agrárníků                                       | Čechy 40         | |
| Brandl Alois                  | Křesťansko-soc. klub něm. poslanců                           | Horní Rakousy 06 | |
| Brandl Michael                | Německý nár. svaz                                            | Štýrsko 15       | |
| Breiter Ernest                | nezařazený                                                   | Halič 02         | |
| Brenčič Mihael                | Chorvatsko-slovinský klub                                    | Štýrsko 26       | |
| Bretschneider Ludwig          | Klub něm. soc. demokratů                                     | Dolní Rakousy 43 | |
| Brunner Josef                 | Německý nár. svaz (Něm. agrár. str.)                         | Morava(N) 19     | |
| Budzynovskyj Vjačeslav        | Ukrajinské parlam. zastoupení                                | Halič 60         | |
| Bugatto Giuseppe              | Italská lidová str.                                          | Gorice 04        | |
| Bukvaj Josef                  | Klub českých agrárníků                                       | Čechy 71         | |
| Buříval František             | Český nár. sociální klub                                     | Čechy 13         | Ztratil mandát 30. 5. 1917 na základě pravomoc. rozsudku z 28. 10. 1916.                                                  |
| Buzek Józef                   | Polský klub (polský konzervat.)                              | Halič 06         | |
| Candussi-Giardo Vittorio      | Klub liberálních Italů                                       | Istrie 02        | Ztratil mandát 25. 9. 1917 na základě dlouhodobé absence.                                                                 |
| Cehelskyj Lonhyn              | Ukrajinské parlam. zastoupení                                | Halič 67         | Rezign. oznámena na sch. 6. 11. 1917.                                                                                     |
| Cehlynskyj Hryhorij           |                                                              | Halič 61         | Zemřel 23. 10. 1912. |
| Cingr Petr                    | nezařazený                                                   | Slezsko 06       | |
| Conci Enrico                  | Italská lidová str.                                          | Tyrolsko 25      | Místopř. sněmovny v XXI. zasedání, rezignoval 22. 10. 1913.                                                               |
| Czajkowski Roman              | nezařazený                                                   | Halič 51         | Nastoupil 30. 5. 1917 místo V. Kurylovyče.                                                                                |
| Czaykowski Władysław          | Polský klub (polský konzervat.)                              | Halič 61         | Rezign. oznámena na schůzi 30. 1. 1918.                                                                                   |
| Čech Ladislav                 | Český klub                                                   | Čechy 02         | |
| Černý Vilém                   | Klub českých soc. demokratů                                  | Čechy 35         | Zemřel 8. 1. 1913, pak ho nahradil F. Soukup.                                                                             |
| Čingrija Melko                | Dalmatský klub                                               | Dalmácie 09      | |
| Damm Hans                     | Německý nár. svaz (Něm. agrár. str.)                         | Čechy 113        | Zemřel 17. 8. 1917. |
| Daszyński Ignacy              | Polský klub (polský soc. dem.)                               | Halič 11         | |
| David Anton                   | Klub něm. soc. demokratů                                     | Dolní Rakousy 27 | |
| De Carli Germano              | Italská lidová str.                                          | Tyrolsko 20      | |
| De Gasperi Alcide             | Italská lidová str.                                          | Tyrolsko 22      | |
| Dębski Władysław              | Polský klub (polský nár. demokrat)                           | Halič 63         | |
| Delugan Baldassare            | Italská lidová str.                                          | Tyrolsko 24      | |
| d'Elvert Heinrich             | Německý nár. svaz                                            | Morava (N) 02    | |
| Dembiński Bronisław           | Polský klub (polský konzervat.)                              | Halič 29         | Nastoupil 30. 6. 1914 místo poslance W. Zaleského, slib složil 30. 5. 1917.                                               |
| Demel von Elswehr Leonhard    | Německý nár. svaz                                            | Slezsko 04       | Zemřel 17. 1. 1915. |
| Demšar Franc                  | Chorvatsko-slovinský klub                                    | Kraňsko 04       | |
| Denk August                   | Německý nár. svaz                                            | Dolní Rakousy 14 | |
| Diamand Herman                | Polský klub (polský soc. dem.)                               | Halič 37         | |
| Dinghofer Franz               | Německý nár. svaz                                            | Horní Rakousy 02 | |
| Diwald Leopold                | Křesťansko-soc. klub něm. poslanců                           | Dolní Rakousy 57 | |
| Długosz Władysław             | Polský klub (polský lidovec)                                 | Halič 49         | |
| Dnistrjanskyj Stanislav       | Ukrajinské parlam. zastoupení                                | Halič 62         | |
| Dobernig Josef Wolfgang       | Německý nár. svaz                                            | Korutany 01      | Zemřel 24. 7. 1918. |
| Dobija Ludwik                 | Polský klub (polský nár. demokrat)                           | Halič 36         | |
| Domes Franz                   | Klub něm. soc. demokratů                                     | Dolní Rakousy 11 | |
| Donát Václav                  | Klub českých agrárníků                                       | Čechy 74         | |
| Dötsch Albin                  | Klub něm. soc. demokratů                                     | Čechy 118        | |
| Dulibić Ante                  | Chorvatsko-slovinský klub                                    | Dalmácie 03      | |
| Dürich Josef                  | Klub českých agrárníků                                       | Čechy 38         | Ztratil mandát 25. 9. 1917 na základě dlouhodobé absence.                                                                 |
| Dyło Tomasz                   | Polský klub (polský lidovec)                                 | Halič 43         | Nastoupil 30. 5. 1917 místo M. Jedynaka.                                                                                  |
| Ebenhoch Alfred               | Křesťansko-soc. klub něm. poslanců                           | Horní Rakousy 11 | Rezignoval 11. 11. 1911.                                                                                                  |
| Einspinner August             | Německý nár. svaz                                            | Štýrsko 08       | |
| Eisenhut Josef                | Křesťansko-soc. klub něm. poslanců                           | Dolní Rakousy 56 | |
| Eisterer Johann               | Křesťansko-soc. klub něm. poslanců                           | Horní Rakousy 10 | |
| Ellenbogen Wilhelm            | Klub něm. soc. demokratů                                     | Dolní Rakousy 32 | |
| Erb Leopold                   | Německý nár. svaz                                            | Horní Rakousy 04 | |
| Erler Eduard                  | Německý nár. svaz                                            | Tyrolsko 01      | |
| Exner Karel                   | Český nár. sociální klub                                     | Čechy 23         | |
| Fahrner Adam                  | Německý nár. svaz (Něm. agrár. str.)                         | Čechy 104        | |
| Faidutti Luigi                | Italská lidová str.                                          | Gorice 05        | |
| Feltl Stanislav               | Klub českých agrárníků                                       | Čechy 61         | |
| Felzmann Rudolf               | Německý nár. svaz (Něm. radik. str.)                         | Morava (N) 16    | |
| Fiedler František             | Český klub                                                   | Čechy 16         | |
| Fila Błażej                   | Polský klub (polský lidovec)                                 | Halič 45         | Nastoupil 30. 5. 1917 místo J. Biśe                                                                                       |
| Filipinský Jan                | Klub českých soc. demokratů                                  | Morava (Č) 24    | |
| Fink Jodok                    | Křesťansko-soc. klub něm. poslanců                           | Vorarlbersko 02  | |
| Fisslthaler Karl              | Křesťansko-soc. klub něm. poslanců                           | Dolní Rakousy 60 | |
| Folys Josyp                   | Ukrajinské parlam. zastoupení                                | Halič 64         | Zemřel 9. 10. 1917. |
| Fon Josip                     | Chorvatsko-slovinský klub                                    | Gorice 02        | |
| Formánek Emanuel              | Český nár. sociální klub                                     | Čechy 28         | |
| Forstner August               | Klub něm. soc. demokratů                                     | Dolní Rakousy 25 | |
| Frankenberger Ferdinand       | Křesťansko-soc. klub něm. poslanců                           | Horní Rakousy 09 | |
| Franta Bohuslav               | Český klub                                                   | Čechy 24         | |
| Freißler Robert               | Německý nár. svaz                                            | Slezsko 03       | |
| Fresl Václav                  | Český nár. sociální klub                                     | Čechy 15         | Zemřel 23. 12. 1915. |
| Friedmann Max                 | Německý nár. svaz                                            | Dolní Rakousy 03 | |
| Fuchs Franz                   | Křesťansko-soc. klub něm. poslanců                           | Horní Rakousy 13 | Padl 19. 9. 1914. |
| Fuchs Viktor                  | Křesťansko-soc. klub něm. poslanců                           | Salcbursko 07    | Nejstarší člen sněmovny při startu zasedání 17. 7. 1911 i 30. 5. 1917                                                     |
| Funk Vilém                    | Český klub                                                   | Čechy 05         | |
| Galik Edmund                  | Polský klub (polský demokrat)                                | Halič 67         | Nastoupil 5. 6. 1917 místo W. Kozłowského-Bolesty.                                                                        |
| Gall Rudolf                   | Polský klub (polský nár. demokrat)                           | Halič 15         | |
| Ganser Otto                   | Klub něm. demokratů                                          | Dolní Rakousy 15 | |
| Gasser Edoardo                | Klub liberálních Italů                                       | Terst 02         | |
| Gentili Guido                 | Italská lidová str.                                          | Tyrolsko 21      | |
| German Ludomił                | Polský klub (polský demokrat)                                | Halič 20         | Místopředseda sněmovny v XXI. a XXII. zasedání.                                                                           |
| Głąbiński Stanisław           | Polský klub (polský nár. demokrat)                           | Halič 04         | |
| Glöckel Otto                  | Klub něm. soc. demokratů                                     | Čechy 89         | |
| Glöckner Adolf                | Německý nár. svaz (Něm. radik. str.)                         | Čechy 77         | |
| Godek Jan                     | Polský klub (polský konzervat.)                              | Halič 70         | |
| Goetz Jan Albin               | Polský klub (polský konzervat.)                              | Halič 41         | |
| Goll Josef                    | Německý nár. svaz (Něm. agrár. str.)                         | Čechy 130        | |
| Gostinčar Josip               | Chorvatsko-slovinský klub                                    | Kraňsko 06       | |
| Grafenauer Franc              | Chorvatsko-slovinská jednota                                 | Korutany 03      | |
| Grafinger Franz               | Křesťansko-soc. klub něm. poslanců                           | Horní Rakousy 19 | Zemřel 19. 10. 1918. |
| Grandi Rodolfo                | Italská lidová str.                                          | Tyrolsko 19      | |
| Gratz Johann                  | Křesťansko-soc. klub něm. poslanců                           | Tyrolsko 10      | Zemřel 10. 6. 1915. |
| Gregorčič Anton               | Chorvatsko-slovinský klub                                    | Gorice 06        | |
| Gregorin Gustav               | nezařazený                                                   | Gorice 03        | Ztratil mandát 25. 9. 1917 na základě dlouhodobé absence.                                                                 |
| Grigorovici Gheorghe          | Klub něm. soc. demokratů                                     | Bukovina 02      | |
| Grim Josef                    | Křesťansko-soc. klub něm. poslanců                           | Dolní Rakousy 46 | |
| Gröger Florian                | Klub něm. soc. demokratů                                     | Korutany 08      | |
| Groß Gustav                   | Německý nár. svaz                                            | Morava (N) 04    | Předseda sněmovny v XXII. zasedání.                                                                                       |
| Gross Adolf                   | Polský klub (polský demokrat)                                | Halič 12         | |
| Gruber Rudolf                 | Křesťansko-soc. klub něm. poslanců                           | Dolní Rakousy 50 | |
| Grzędzielski Władysław Leon   | Polský klub                                                  | Halič 61         | Nastoupil 19. 2. 1918 místo W. Czaykowského.                                                                              |
| Guggenberg Atanas             | Křesťansko-soc. klub něm. poslanců                           | Tyrolsko 04      | |
| Günther Otto                  | Německý nár. svaz                                            | Slezsko 05       | Zemřel 25. 11. 1914. |
| Habrman Gustav                | Klub českých soc. demokratů                                  | Čechy 52         | |
| Hagenhofer Franz              | Křesťansko-soc. klub něm. poslanců                           | Štýrsko 23       | |
| Halban Alfred                 | Polský klub (polský konzervat.)                              | Halič 34         | |
| Haller de Hallenburg Cezary   | Polský klub (polský konzervat.)                              | Halič 38         | |
| Hanusch Ferdinand             | Klub něm. soc. demokratů                                     | Čechy 102        | |
| Hartl Hans                    | Německý nár. svaz                                            | Čechy 76         | |
| Hauser Johann Nepomuk         | Křesťansko-soc. klub něm. poslanců                           | Horní Rakousy 14 | |
| Heilinger Alois               | nezařazený                                                   | Dolní Rakousy 16 | |
| Heilmayer Franz               | Křesťansko-soc. klub něm. poslanců                           | Salcbursko 04    | |
| Heine Rudolf                  | Německý nár. svaz (Něm. radik. str.)                         | Čechy 79         | |
| Held Franz                    | Německý nár. svaz                                            | Štýrsko 02       | |
| Herold Josef                  | Německý nár. svaz (Něm. radik. str.)                         | Čechy 84         | |
| Herzmansky Richard            | Německý nár. svaz (Něm. agrár. str.)                         | Slezsko 10       | |
| Hillebrand Oswald             | Klub něm. soc. demokratů                                     | Čechy 97         | |
| Hladnik Janez                 | Chorvatsko-slovinský klub                                    | Kraňsko 09       | |
| Hnátek František              | Klub českých soc. demokratů                                  | Čechy 63         | |
| Hock Paul                     | Klub něm. demokratů                                          | Dolní Rakousy 17 | |
| Hofer Hans                    | Německý nár. svaz (Něm. agrár. str.)                         | Korutany 07      | |
| Hofmann von Wellenhof Paul    | Německý nár. svaz                                            | Štýrsko 01       | |
| Höher Alois                   | Křesťansko-soc. klub něm. poslanců                           | Dolní Rakousy 61 | |
| Holubovyč Sydir               | Ukrajinské parlam. zastoupení                                | Halič 68         | |
| Hurmuzachi Alexandru          | Rumunský klub                                                | Bukovina 12      | |
| Hötzendorfer Johann           | Křesťansko-soc. klub něm. poslanců                           | Horní Rakousy 11 | Nastoupil 5. 3. 1912 místo A. Ebenhocha.                                                                                  |
| Hráský Jan Vladimír           | Český klub                                                   | Čechy 25         | |
| Hruban Mořic                  | Katolická nár. str.                                          | Morava (Č) 17    | |
| Hruska Eduard                 | Německý nár. svaz                                            | Bukovina 03      | |
| Huber Michael                 | Křesťansko-soc. klub něm. poslanců                           | Horní Rakousy 08 | |
| Huber Franz                   | Křesťansko-soc. klub něm. poslanců                           | Štýrsko 17       | |
| Hübschmann Otakar             | Český nár. sociální klub                                     | Čechy 11         | |
| Hudec Józef                   | Klub polských sociálních demokratů                           | Halič 07         | Zemřel 28. 1. 1915. |
| Hueber Anton                  | Německý nár. svaz                                            | Salcbursko 03    | |
| Hummer Gustav                 | Německý nár. svaz (Něm. radik. str.)                         | Čechy 80         | |
| Hybeš Josef                   | Klub českých soc. demokratů                                  | Morava (Č) 02    | |
| Hyrš Josef                    | Klub českých agrárníků                                       | Čechy 64         | |
| Chaloupka František           | Klub českých agrárníků                                       | Čechy 44         | |
| Charvát Metoděj               | Klub českých soc. demokratů                                  | Morava (Č) 21    | |
| Choc Václav                   | Český nár. sociální klub                                     | Čechy 10         | Ztratil mandát 30. 5. 1917 na základě pravomocného rozsudku z 28. 10. 1916.                                               |
| Iro Karl                      | nezařazený                                                   | Čechy 120        | |
| Isopescul-Grecul Constantin   | Rumunský klub                                                | Bukovina 11      | |
| Ivčević Vicko                 | Dalmatský klub                                               | Dalmácie 04      | |
| Jabłoński Wincenty            | Polský klub (nestraník)                                      | Halič 25         | |
| Jäger Edmund                  | Všeněmecké sjednocení                                        | Čechy 91         | |
| Jachowicz Józef               | Polský klub (polský lidovec)                                 | Halič 47         | |
| Jaklič Fran                   | Chorvatsko-slovinský klub                                    | Kraňsko 10       | |
| Jankovič Franc                | Chorvatsko-slovinský klub                                    | Štýrsko 28       | |
| Janovec Tomáš                 | Klub českých agrárníků                                       | Čechy 70         | |
| Jarc Evgen                    | Chorvatsko-slovinský klub                                    | Kraňsko 11       | |
| Jaroš Rudolf                  | Klub českých soc. demokratů                                  | Čechy 48         | |
| Jaworski Władysław Leopold    | Polský klub (polský konzervat.)                              | Halič 24         | Rezignoval během XXI. zasedání, znovu zvolen 30. 6. 1914, slib složil 30. 5. 1917.                                        |
| Jedek Karl                    | Křesťansko-soc. klub něm. poslanců                           | Dolní Rakousy 62 | |
| Jedynak Michał                | Polský klub                                                  | Halič 43         | Zemřel 4. 10. 1916. |
| Jerzabek Anton                | Křesťansko-soc. klub něm. poslanců                           | Čechy 99         | |
| Jesser Franz                  | Německý nár. svaz                                            | Morava (N) 08    | |
| Jirásek Ferdinand             | Klub českých soc. demokratů                                  | Čechy 60         | |
| Jokl Hans                     | Klub něm. soc. demokratů                                     | Slezsko 09       | |
| Jukel Carl                    | Křesťansko-soc. klub něm. poslanců                           | Dolní Rakousy 49 | Místopředseda sněmovny v XXI. a XXII. zasedání.                                                                           |
| Kadlčák Josef Množislav       | Katolická nár. str.                                          | Morava (Č) 18    | |
| Kalina Antonín                | Jednota nez. pokrok. poslanců Čech a Moravy.                 | Čechy 30         | |
| Kasper Josef                  | Německý nár. svaz (Něm. radik. str.)                         | Čechy 129        | Zemřel 24. 3. 1918. |
| Kędzior Andrzej               | Polský klub (polský lidovec)                                 | Halič 44         | |
| Keller Wilhelm                | Německý nár. svaz                                            | Čechy 82         | |
| Kemetter August Maria         | Německý nár. svaz                                            | Dolní Rakousy 51 | |
| Keschmann Anton               | Německý nár. svaz (Něm. agrár. str.)                         | Bukovina 04      | |
| Kienzl Josef                  | Křesťansko-soc. klub něm. poslanců                           | Tyrolsko 15      | |
| Kindermann Franz              | Německý nár. svaz (Něm. radik. str.)                         | Čechy 100        | |
| Kinz Ferdinand                | Německý nár. svaz                                            | Vorarlbersko 01  | |
| Kittinger Karl                | Německý nár. svaz                                            | Dolní Rakousy 37 | |
| Klemensiewicz Zygmunt         | Polský klub (polský soc. dem.)                               | Halič 46         | |
| Kleski Jan                    | Polský klub (polský demokrat)                                | Halič 17         | |
| Kletzenbauer Gregor           | Německý nár. svaz (Něm. agrár. str.)                         | Čechy 125        | |
| Klička Hynek                  | Klub českých soc. demokratů                                  | Čechy 54         | |
| Klofáč Václav Jaroslav        | Český nár. sociální klub                                     | Čechy 04         | |
| Knirsch Hans                  | Německý nár. svaz (Něm. dělnická str.)                       | Čechy 83         | |
| Koerner Eduard                | Český klub                                                   | Čechy 20         | |
| Kofler Anton                  | Německý nár. svaz                                            | Tyrolsko 03      | |
| Kolessa Oleksandr Mychajlovyč | Ukrajinské parlam. zastoupení                                | Halič 69         | |
| Kolischer Henryk              | Polský klub (polský demokrat)                                | Halič 31         | |
| Konečný Alois                 | Český nár. sociální klub                                     | Morava (Č) 01    | |
| Korošec Anton                 | Chorvatsko-slovinský klub                                    | Štýrsko 27       | |
| Kopp Johann                   | Německý nár. svaz (Něm. radik. str.)                         | Morava (N) 17    | |
| Korytowski Witold             |                                                              | Halič 19         | Rezignoval 15. 5. 1913.                                                                                                   |
| Kotlant Jan                   | Klub českých agrárníků                                       | Čechy 42         | |
| Kotlář Václav                 | Klub českých agrárníků                                       | Čechy 37         | Zemřel 27. 10. 1914. |
| Kozłowski-Bolesta Włodzimierz | Polský klub                                                  | Halič 67         | Ztratil mandát 30. 5. 1917 na základě rozsudku okr. soudu ve Lvově zakazujícího veřejné vystupování.                      |
| Kraft Emil                    | Německý nár. svaz                                            | Tyrolsko 05      | |
| Kramář Karel                  | Český klub                                                   | Čechy 03         | Ztratil mandát 30. 5. 1917 na základě pravomoc. rozsudku z 20. 11. 1916.                                                  |
| Kratochvíl František          | Český klub                                                   | Čechy 29         | |
| Kraus Vinzenz                 | Německý nár. svaz (Něm. radik. str.)                         | Čechy 78         | |
| Kreilmeir Johann              | Křesťansko-soc. klub něm. poslanců                           | Horní Rakousy 16 | |
| Krek Janez Evangelist         | Chorvatsko-slovinský klub                                    | Kraňsko 05       | Zemřel 8. 10. 1917. |
| Krennwallner Paul             | Křesťansko-soc. klub něm. poslanců                           | Salcbursko 05    | Zemřel 19. 9. 1914. |
| Krogulski Roman               | Polský klub (polský demokrat)                                | Halič 21         | Zvolen 2. 5. 1912, nastoupil 14. 5. 1912 místo L. Bilińského.                                                             |
| Kroy Otto                     | Německý nár. svaz (Něm. radik. str.)                         | Čechy 85         | |
| Krützner Peter                | Německý nár. svaz (Něm. agrár. str.)                         | Čechy 106        | |
| Krž Vojtěch                   | Klub českých agrárníků                                       | Čechy 75         | |
| Kubik Jan                     | Klub polské lidové str. (Klub polské rolnické str.)          | Halič 36         | |
| Kudlich Hans                  | Německý nár. svaz (Něm. agrár. str.)                         | Slezsko 08       | |
| Kuhn Wenzel                   | Křesťansko-soc. klub něm. poslanců                           | Dolní Rakousy 31 | |
| Kulich František              | Klub českých agrárníků                                       | Čechy 51         | |
| Kuranda Kamill                | nezařazený                                                   | Dolní Rakousy 01 | |
| Kurylovyč Volodymyr           | Český nár. sociální klub (hospitant)                         | Halič 51         | Ztratil mandát 30. 5. 1917 na základě pravomoc. rozsudku z 21. 8. 1915.                                                   |
| Kutscher Franz                | Německý nár. svaz (Něm. agrár. str.)                         | Čechy 107        | Zemřel 7. 3. 1912. |
| Laginja Matko                 | Chorvatsko-slovinský klub                                    | Istrie 05        | |
| Lahodynskyj Mykola            | Ukrajinské parlam. zastoupení                                | Halič 55         | |
| Langenhan Philipp             | Německý nár. svaz                                            | Čechy 98         | |
| Lasocki Zygmunt               | Polský klub (polský lidovec)                                 | Halič 45         | |
| Lavruk Pavlo                  | Ukrajinské parlam. zastoupení                                | Halič 56         | |
| Łazarski Stanisław            | Polský klub (předseda Polského klubu, nestraník)             | Halič 18         | |
| Lecher Otto                   | Německý nár. svaz                                            | Morava (N) 01    | |
| Lechner Alois                 | Křesťansko-soc. klub něm. poslanců                           | Dolní Rakousy 63 | |
| Leo Juliusz                   | Polský klub (polský demokrat)                                | Halič 08         | Zemřel 21. 2. 1918. |
| Leuthner Karl                 | Klub něm. soc. demokratů                                     | Dolní Rakousy 13 | |
| Levyckyj Jevhen               | Ukrajinské parlam. zastoupení                                | Halič 59         | Nastoupil 17. 7. 1911. |
| Levyckyj Kost                 | Ukrajinské parlam. zastoupení                                | Halič 66         | |
| Levyckyj Lev                  | Ukrajinské parlam. zastoupení                                | Halič 57         | |
| Lewicki Antoni                | Polský klub (polský lidovec)                                 | Halič 46         | |
| Leys-Paschpach Emil           | Křesťansko-soc. klub něm. poslanců                           | Tyrolsko 14      | |
| Licht Stephan                 | Německý nár. svaz                                            | Morava (N) 10    | |
| Liebermann Herman             | Polský klub (polský soc. dem.)                               | Halič 13         | |
| List Karl                     | Křesťansko-soc. klub něm. poslanců                           | Dolní Rakousy 64 | |
| Lipka Erhard                  | Německá agrární strana                                       | Čechy 109        | Zemřel 5. 7. 1916. |
| Lisiewicz Aleksander          | Polský klub                                                  | Halič 05         | Zemřel 12. 5. 1916. |
| Lisý Čeněk Josef              | Český nár. sociální klub                                     | Čechy 39         | |
| Lodgman von Auen Rudolf       | Německý nár. svaz                                            | Čechy 81         | |
| Löwenstein von Opoka Nathan   | Polský klub (polský demokrat)                                | Halič 27         | |
| Londzin Józef                 | Polský klub (nestraník)                                      | Slezsko 14       | |
| Loser Franz                   | Křesťansko-soc. klub něm. poslanců                           | Vorarlbersko 03  | |
| Lössl Rudolf                  | Německá radikální strana                                     | Čechy 88         | Zemřel 3. 11. 1915. |
| Löw Dominik                   | Klub něm. soc. demokratů                                     | Čechy 115        | |
| Lubomirski Andrzej            | Polský klub (polský konzervat.)                              | Halič 47         | |
| Lukaševyč Antin               | Bukovinský ukrajinský klub                                   | Bukovina 07      | |
| Lukavský František            | Český klub                                                   | Čechy 14         | |
| Luksch Josef                  | Německý nár. svaz (Něm. agrár. str.)                         | Morava (N) 12    | |
| Lutschounig Jakob             | Německý nár. svaz (Něm. agrár. str.)                         | Korutany 02      | |
| Łyszczarz Franciszek          | Klub polské lidové str. (Klub polské rolnické str.)          | Halič 50         | |
| Madej Jakub                   | Klub polské lidové str. (Klub polské rolnické str.)          | Halič 49         | |
| Maixner Wilhelm               | Německý nár. svaz (Něm. agrár. str.)                         | Čechy 127        | |
| Malfatti Valeriano            | Klub liberálních Italů                                       | Tyrolsko 07      | Místopředseda sněmovny v XXI. zasedání místo E. Conciho, zvolen 23. 10. 1913.                                             |
| Malik Vinzenz                 | Všeněmecké sjednocení                                        | Štýrsko 10       | |
| Malík Rudolf                  | Klub českých agrárníků                                       | Morava (Č) 29    | Nastoupil r. 1913 místo T. E. Šilingera.                                                                                  |
| Mandić Matko                  | Chorvatsko-slovinský klub                                    | Istrie 04        | Zemřel 14. 5. 1915. |
| Marckhl Richard               | Německý nár. svaz                                            | Štýrsko 11       | |
| Marek Jaroslav                | Klub českých soc. demokratů                                  | Morava (Č) 08    | |
| Marek Zygmunt                 | Polský klub (polský soc. dem.)                               | Halič 09         | |
| Markov Dmytro                 | Český nár. sociální klub (hospitant)                         | Halič 65         | Ztratil mandát 30. 5. 1917 na základě pravomoc. rozsudku z 21. 8. 1915.                                                   |
| Masaryk Tomáš Garrigue        | Jednota nez. pokrok. poslanců Čech a Moravy.                 | Morava (Č) 04    | Ztratil mandát 25. 9. 1917 na základě dlouhodobé absence.                                                                 |
| Mašata František              | Klub českých agrárníků                                       | Čechy 65         | |
| Maštálka Jindřich             | Český klub                                                   | Čechy 22         | |
| Mataja Heinrich               | Křesťansko-soc. klub něm. poslanců                           | Dolní Rakousy 06 | Nastoupil 21. 10. 1913 místo F. Schuhmeiera.                                                                              |
| Matakiewicz Antoni            | Polský klub (polský konzervat.)                              | Halič 42         | |
| Mayer Johann                  | Křesťansko-soc. klub něm. poslanců                           | Dolní Rakousy 53 | |
| Mayer Georg                   | Křesťansko-soc. klub něm. poslanců                           | Štýrsko 19       | |
| Mayer Josef                   | Německý nár. svaz (Něm. agrár. str.)                         | Čechy 121        | |
| Měchura Jan                   | Klub českých agrárníků                                       | Morava (Č) 30    | |
| Meixner Franz                 | Křesťansko-soc. klub něm. poslanců                           | Tyrolsko 16      | |
| Michejda Jan                  | Polský klub (nestraník)                                      | Slezsko 13       | |
| Michl Viktor                  | Německý nár. svaz (Něm. radik. str.)                         | Čechy 93         | |
| Miklas Wilhelm                | Křesťansko-soc. klub něm. poslanců                           | Dolní Rakousy 59 | |
| Mlčoch Tomáš                  | Klub českých agrárníků                                       | Morava (Č) 14    | |
| Modráček František            | Klub českých soc. demokratů                                  | Čechy 50         | |
| Moraczewski Jędrzej           | Polský klub (polský soc. dem.)                               | Halič 28         | |
| Muchitsch Vinzenz             | Klub něm. soc. demokratů                                     | Štýrsko 06       | |
| Mühlwerth Albert              | Německý nár. svaz (Něm. radik. str.)                         | Čechy 90         | |
| Müller Karl                   | Německý nár. svaz (Něm. agrár. str.)                         | Čechy 107        | Nastoupil r. 1912 místo Franze Kutschera.                                                                                 |
| Müller Rudolf                 | Klub něm. soc. demokratů                                     | Dolní Rakousy 07 | |
| Myjak Wincenty                | Polský klub (polský lidovec)                                 | Halič 48         | |
| Nagele Josef                  | Německý nár. svaz (Něm. agrár. str.)                         | Korutany 04      | |
| Navrátil František            | Katolická nár. str.                                          | Morava (Č) 22    | |
| Němec František               | Klub českých agrárníků                                       | Morava (Č) 26    | |
| Němec Antonín                 | Klub českých soc. demokratů                                  | Čechy 07         | |
| Netolický Josef               | Český nár. sociální klub                                     | Čechy 26         | Zvolen 28. 5. a 4. 6. 1914 místo Karla Švihy. Ztratil mandát 30. 5. 1917 na základě pravomocného rozsudku z 26. 10. 1916. |
| Neumann Josef                 | Český klub                                                   | Čechy 08         | Zemřel 16. 3. 1915 |
| Neumann-Walter Wilhelm        | nezařazený                                                   | Dolní Rakousy 04 | |
| Neunteufel Raimund            | Německý nár. svaz                                            | Štýrsko 07       | |
| Niedrist Karl                 | Křesťansko-soc. klub něm. poslanců                           | Tyrolsko 09      | |
| Noggler Josef                 | Křesťansko-soc. klub něm. poslanců                           | Tyrolsko 13      | |
| Oberleithner Heinrich         | Německý nár. svaz                                            | Slezsko 02       | |
| Ofner Julius                  | Klub něm. demokratů                                          | Dolní Rakousy 05 | |
| Okleštěk František            | Klub českých agrárníků                                       | Morava (Č) 20    | |
| Okuněvskij Teofil             | Ukrajinské parlam. zastoupení                                | Halič 58         | |
| Olesnickij Jevhen             | Ukrajinské parlam. zastoupení                                | Halič 57         | Zemřel 26. 10. 1917. |
| Oliva Giovanni                | Klub něm. soc. demokratů                                     | Terst 04         | |
| Onciul Aurel                  | Rumunský klub                                                | Bukovina 14      | |
| Onyškevyč Stepan              | Ukrajinské parlam. zastoupení                                | Halič 53         | |
| Osuchowski Bronisław          | Polský klub (polský konzervat.)                              | Halič 54         | |
| Pacher Raphael                | Německý nár. svaz (Něm. radik. str.)                         | Čechy 86         | |
| Paďour Jindřich               | Klub českých agrárníků                                       | Čechy 62         | |
| Palme Franz                   | Klub něm. soc. demokratů                                     | Čechy 116        | |
| Pantz Ferdinand               | Německý nár. svaz                                            | Štýrsko 14       | |
| Pacák Bedřich                 | Český klub                                                   | Čechy 27         | Zemřel 24. 5. 1914. |
| Parrer Franz                  | Křesťansko-soc. klub něm. poslanců                           | Dolní Rakousy 52 | |
| Paulik Rudolf                 | Německý nár. svaz (Něm. agrár. str.)                         | Čechy 124        | |
| Pavlok František              | Klub českých agrárníků                                       | Slezsko 12       | |
| Perić Josip Vergilij          | Chorvatsko-slovinský klub                                    | Dalmácie 07      | |
| Pernerstorfer Engelbert       | Klub něm. soc. demokratů                                     | Dolní Rakousy 40 | Místopředseda sněmovny v XXI. a XXII. zasedání. Zemřel 22. 1. 1918.                                                       |
| Perwein Josef                 | Křesťansko-soc. klub něm. poslanců                           | Salcbursko 06    | |
| Petruševyč Jevhen             | Ukrajinské parlam. zastoupení                                | Halič 65         | |
| Petryckyj Mychajlo            | nezařazený                                                   | Halič 70         | |
| Pichler Heinrich              | Křesťansko-soc. klub něm. poslanců                           | Horní Rakousy 20 | |
| Pik Luděk                     | Klub českých soc. demokratů                                  | Čechy 53         | |
| Pirker Alois                  | Německý nár. svaz (Něm. agrár. str.)                         | Korutany 06      | |
| Pišek Franc                   | Chorvatsko-slovinský klub                                    | Štýrsko 25       | |
| Pitacco Giorgio               | Klub liberálních Italů                                       | Terst 03         | |
| Pittoni Valentino             | Klub něm. soc. demokratů                                     | Terst 01         | |
| Pogačnik Josip                | Chorvatsko-slovinský klub                                    | Kraňsko 03       | Místopř. sněmovny v XXI. a XXII. zasedání.                                                                                |
| Pogačnik Lovro                | Chorvatsko-slovinský klub                                    | Kraňsko 07       | Nastoupil 19. 5. 1914 místo I. Žitnika. Slib slož. 30. 5. 1917.                                                           |
| Pohoreckyj Omeljan            | Ukrajinské parlam. zastoupení                                | Halič 67         | Nastoupil 9. 11. 1917 místo L. Cehelského.                                                                                |
| Pokorný Jan Vladimír          | Jednota nez. pokrok. poslanců Čech a Moravy.                 | Morava (Č) 12    | |
| Polke Emil                    | Klub něm. soc. demokratů                                     | Dolní Rakousy 41 | |
| Pollauf Wilhelm               | nezařazený                                                   | Dolní Rakousy 30 | Padl 14. 5. 1916. |
| Pongratz Leopold              | Německý nár. svaz (Něm. agrár. str.)                         | Korutany 05      | |
| Pongratz Josef                | Klub něm. soc. demokratů                                     | Štýrsko 03       | |
| Potoczek Jan                  | Polský klub (polský nár. demokrat-hospitant)                 | Halič 48         | |
| Potzinger Leopold             | Křesťansko-soc. klub něm. poslanců                           | Štýrsko 20       | |
| Povše Franc                   | Chorvatsko-slovinská jednota                                 | Kraňsko 08       | Zemřel 5. 1. 1916. |
| Prášek Karel                  | Klub českých agrárníků                                       | Čechy 47         | |
| Primavesi Robert              | Německý nár. svaz                                            | Morava (N) 03    | |
| Prisching Franz               | Křesťansko-soc. klub něm. poslanců                           | Štýrsko 13       | |
| Prodan Ivo                    | Chorvatsko-slovinský klub                                    | Dalmácie 01      | |
| Prokeš Jan                    | Klub českých soc. demokratů                                  | Morava (Č) 03    | |
| Prošek Josef                  | Klub českých agrárníků                                       | Čechy 34         | |
| Prunar Václav                 | Jednota nez. pokrok. poslanců Čech a Moravy.                 | Čechy 69         | |
| Ptaś Józef                    | Polský klub                                                  | Halič 39         | |
| Rašín Alois                   | Český klub                                                   | Čechy 31         | Ztratil mandát 30. 5. 1917 na základě pravomoc. rozsudku z 20. 11. 1916.                                                  |
| Rataj Jan                     | Klub českých agrárníků                                       | Čechy 67         | Zemřel 9. 6. 1915. |
| Rauch Edmund                  | Polský klub (polský demokrat)                                | Halič 14         | |
| Ravnihar Vladimir             | nezařazený                                                   | Kraňsko 01       | |
| Redlich Josef                 | Německý nár. svaz                                            | Morava (N) 05    | |
| Reger Tadeusz                 | Klub polských sociálních demokratů (polský soc. dem.)        | Slezsko 15       | [ 26 ] |
| Reifmüller Franz              | Klub něm. soc. demokratů                                     | Dolní Rakousy 12 | |
| Reizes Henryk                 | nezařazený                                                   | Halič 33         | |
| Renner Karl                   | Klub českých soc. demokratů [sic!]                           | Dolní Rakousy 42 | Od 30. 10. 1918 předseda první vlády K. Rennera.                                                                          |
| Resel Hans                    | Klub něm. soc. demokratů                                     | Štýrsko 04       | |
| Reumann Jakob                 | Klub něm. soc. demokratů                                     | Dolní Rakousy 19 | |
| Rey Mikołaj                   | Polský klub                                                  | Halič 43         | Rezignace oznámena 12. 6. 1917.                                                                                           |
| Richter Gustav                | Německý nár. svaz                                            | Dolní Rakousy 36 | Nastoupil 15. 5. 1913 místo A. Schlingera.                                                                                |
| Rieger Alois                  | Německý nár. svaz (Něm. radik. str.)                         | Morava (N) 15    | |
| Rieger Eduard                 | Klub něm. soc. demokratů                                     | Čechy 108        | |
| Rienößl Franz                 | Křesťansko-soc. klub něm. poslanců                           | Dolní Rakousy 10 | Zemřel 1. 4. 1915. |
| Rizzi Lodovico                | Klub liberálních Italů                                       | Istrie 03        | |
| Roitinger Johann              | Křesťansko-soc. klub něm. poslanců                           | Horní Rakousy 21 | |
| Roller Julius                 | Německý nár. svaz (Něm. radik. str.)                         | Čechy 96         | |
| Romančuk Julian               | Ukrajinské parlam. zastoupení                                | Halič 55         | Místopř. sněmovny v XXI. a XXII. zasedání.                                                                                |
| Rosner Ignacy Juliusz         | Polský klub (polský konzervat.)                              | Halič 23         | |
| Roškar Ivan                   | Chorvatsko-slovinský klub                                    | Štýrsko 24       | |
| Rozkošný Jan                  | Klub českých agrárníků                                       | Morava (Č) 13    | |
| Ruebenbauer Adam              | Polský klub (polský lidovec)                                 | Halič 41         | |
| Rusin Józef                   | Polský klub (polský lidovec)                                 | Halič 38         | |
| Rybář Otokar                  | nezařazený                                                   | Terst 05         | |
| Rychlik Ignacy                | Polský klub (polský demokrat)                                | Halič 22         | |
| Rychtera Jaroslav             | Klub českých agrárníků                                       | Čechy 46         | |
| Rydlo Antonín                 | Klub českých agrárníků                                       | Čechy 43         | |
| Sârbu Gheorghe                | Rumunský klub                                                | Bukovina 10      | |
| Sedlák Jan                    | Klub českých agrárníků                                       | Čechy 68         | |
| Seidl Ferdinand               | Německá dělnická strana                                      | Slezsko 07       | Padl 6. 7. 1915. |
| Seidel Anton                  | Německý nár. svaz (Něm. agrár. str.)                         | Morava (N) 14    | |
| Seitz Karl                    | Klub něm. soc. demokratů                                     | Dolní Rakousy 33 | Místopř. sněmovny v XXII. zasedání místo E. Pernerstorfera. Zvolen 29. 1. 1918.                                           |
| Seliger Josef                 | Klub něm. soc. demokratů                                     | Čechy 110        | |
| Semaka Ilja                   | Bukovinský ukrajinský klub                                   | Bukovina 05      | |
| Serwatowski Władysław Józef   | Polský klub (polský konzervat.)                              | Halič 60         | |
| Sesardić Ante                 | Chorvatsko-slovinský klub                                    | Dalmácie 05      | |
| Sever Albert                  | Klub něm. soc. demokratů                                     | Dolní Rakousy 26 | |
| Schäfer Anton                 | Klub něm. soc. demokratů                                     | Čechy 103        | |
| Schacherl Michael             | Klub něm. soc. demokratů                                     | Štýrsko 05       | |
| Schachinger Georg             | Křesťansko-soc. klub něm. poslanců                           | Horní Rakousy 07 | Rezign. oznámena 30. 5. 1917.                                                                                             |
| Schachinger Karl              | Křesťansko-soc. klub něm. poslanců                           | Horní Rakousy 12 | |
| Scheicher Josef               | Křesťansko-soc. klub něm. poslanců                           | Dolní Rakousy 44 | |
| Schiegl Wilhelm               | Klub něm. soc. demokratů                                     | Dolní Rakousy 23 | |
| Schlegel Josef                | Křesťansko-soc. klub něm. poslanců                           | Horní Rakousy 15 | |
| Schlinger Anton               |                                                              | Dolní Rakousy 36 | Zemřel r. 1913, pak ho nahradil G. Richter.                                                                               |
| Schoepfer Aemilian            | Křesťansko-soc. klub něm. poslanců                           | Tyrolsko 17      | |
| Schoiswohl Michael            | Křesťansko-soc. klub něm. poslanců                           | Štýrsko 12       | |
| Schraffl Josef                | Křesťansko-soc. klub něm. poslanců                           | Tyrolsko 18      | |
| Schreiner Gustav              | Německý nár. svaz (Něm. agrár. str.)                         | Čechy 105        | |
| Schreiter Franz               | Německý nár. svaz (Něm. radik. str.)                         | Čechy 111        | |
| Schuhmeier Franz              | Klub něm. soc. demokratů                                     | Dolní Rakousy 06 | Zavražděn 11. 2. 1913. |
| Schürff Hans                  | Německý nár. svaz                                            | Dolní Rakousy 39 | |
| Schürl Karl                   | Německý nár. svaz (Něm. radik. str.)                         | Morava (N) 18    | |
| Schweiger Alois               | Křesťansko-soc. klub něm. poslanců                           | Štýrsko 18       | Zemřel 19. 7. 1918. |
| Siegele Josef                 | Křesťansko-soc. klub něm. poslanců                           | Tyrolsko 12      | |
| Simionovici Teofil            | Rumunský klub                                                | Bukovina 13      | Místopř. sněmovny v XXII. zasedání.                                                                                       |
| Sinhalevyč Volodymyr          | Ukrajinské parlam. zastoupení                                | Halič 63         | |
| Siwula Jan                    | Polský klub                                                  | Halič 43         | Nastoupil 13. 7. 1917 místo Mikołaje Reye.                                                                                |
| Skarbek Aleksander            | Polský klub (polský nár. demokrat)                           | Halič 53         | |
| Skaret Ferdinand              | Klub něm. soc. demokratů                                     | Dolní Rakousy 24 | |
| Slaviček Jan                  | Český nár. sociální klub                                     | Čechy 32         | |
| Śliwiński Hipolit             | Polský klub (polský demokrat)                                | Halič 01         | |
| Smal-Stockyj Stepan           | nezařazený                                                   | Bukovina 08      | |
| Śmiłowski Stanisław           | Polský klub (polský lidovec)                                 | Halič 39         | |
| Smitka Johann                 | Klub něm. soc. demokratů                                     | Dolní Rakousy 34 | |
| Smodlaka Josef                | Dalmatský klub                                               | Dalmácie 06      | |
| Smrček Antonín                | Jednota nez. pokrok. poslanců Čech a Moravy.                 | Morava (Č) 06    | |
| Sommer Rudolf                 | Německý nár. svaz (Něm. radik. str.)                         | Slezsko 01       | |
| Soukup František              | Klub českých soc. demokratů                                  | Čechy 35         | Nastoupil 15. 5. 1913 místo poslance Černého.                                                                             |
| Soukup Martin                 | Německý nár. svaz (Něm. agrár. str.)                         | Čechy 126        | |
| Spadaro Pietro                | Italská lidová str.                                          | Istrie 01        | |
| Spies Erdmann                 | Německý nár. svaz (Něm. agrár. str.)                         | Čechy 119        | |
| Spinčić Vjekoslav             | Chorvatsko-slovinský klub                                    | Istrie 06        | |
| Spynul Mykola                 | Bukovinský ukrajinský klub                                   | Bukovina 06      | |
| Srdínko Hynek                 | Klub českých agrárníků                                       | Čechy 45         | |
| Średniawski Andrzej           | Polský klub (polský lidovec)                                 | Halič 37         | |
| Stahl Wenzel                  | Německý nár. svaz (Něm. agrár. str.)                         | Čechy 123        | Zemřel 15. 7. 1917. |
| Staněk František              | Klub českých agrárníků                                       | Morava (Č) 27    | |
| Stapiński Jan                 | Klub polské lidové str. (Klub polské rolnické str.)          | Halič 50         | |
| Starck Simon                  | nezařazený                                                   | Čechy 117        | |
| Starowieyski Stanisław        | Polský klub (polský konzervat.)                              | Halič 51         | |
| Staruch Tymotej               | Ukrajinské parlam. zastoupení                                | Halič 66         | |
| Stefanyk Vasil                | Ukrajinské parlam. zastoupení                                | Halič 58         | |
| Steinhaus Ignacy              | Polský klub (polský konzervat.)                              | Halič 30         | |
| Steinwender Otto              | Německý nár. svaz                                            | Korutany 10      | |
| Stejskal Jaroslav             | Klub českých soc. demokratů                                  | Morava (Č) 07    | |
| Stern Bernard                 | Polský klub (polský konzervat.)                              | Halič 32         | |
| Stesłowicz Władysław          | Polský klub (polský demokrat)                                | Halič 26         | |
| Stöckler Josef                | Křesťansko-soc. klub něm. poslanců                           | Dolní Rakousy 47 | |
| Stojan Antonín Cyril          | Katolická nár. str.                                          | Morava (Č) 16    | |
| Stölzel Artur                 | Německý nár. svaz                                            | Salcbursko 02    | |
| Stránský Adolf                | Jednota nez. pokrok. poslanců Čech a Moravy.                 | Morava (Č) 09    | |
| Straucher Benno               | nezařazený                                                   | Bukovina 01      | |
| Stříbrný Jiří                 | Český nár. sociální klub                                     | Čechy 06         | |
| Strziska Hans                 | Německý nár. svaz (Něm. agrár. str.)                         | Čechy 122        | |
| Stumpf Franz                  | Křesťansko-soc. klub něm. poslanců                           | Tyrolsko 08      | |
| Svěcený Antonín               | Klub českých soc. demokratů                                  | Čechy 49         | |
| Svoboda František             | Klub českých soc. demokratů                                  | Morava (Č) 28    | |
| Sylvester Julius              | Německý nár. svaz                                            | Salcbursko 01    | Předseda sněmovny v XXI. zasedání.                                                                                        |
| Šamalík Josef                 | Katolická nár. str.                                          | Morava (Č) 25    | |
| Šílený Václav                 |                                                              | Morava (Č) 05    | Zemřel 9. 9. 1911. Nahradil ho V. Votruba                                                                                 |
| Šilinger Tomáš Eduard         | Katolická nár. str.                                          | Morava (Č) 29    | Zemřel 17. 6. 1913. |
| Šmeral Bohumír                | Klub českých soc. demokratů                                  | Čechy 12         | |
| Špaček Josef                  | Klub českých agrárníků                                       | Čechy 57         | |
| Šubrt Eduard                  | Český klub                                                   | Čechy 33         | |
| Šusteršič Ivan                | Chorvatsko-slovinský klub                                    | Kraňsko 02       | |
| Švejk Josef                   | Klub českých agrárníků                                       | Čechy 58         | |
| Šviha Karel                   | Český nár. sociální klub                                     | Čechy 26         | Rezignoval 1914. |
| Teltschik Wilhelm             | Německý nár. svaz (Něm. agrár. str.)                         | Morava (N) 13    | |
| Tertil Tadeusz                | Polský klub (polský demokrat)                                | Halič 16         | |
| Tetmajer Włodzimierz          | Polský klub (polský lidovec)                                 | Halič 40         | |
| Teufel Oskar                  | Německý nár. svaz (Něm. radik. str.)                         | Morava (N) 06    | |
| Thurnher Martin               | Křesťansko-soc. klub něm. poslanců                           | Vorarlbersko 04  | |
| Tobisch Franz                 | Německý nár. svaz (Něm. radik. str.)                         | Čechy 101        | Zemřel 13. 6. 1917. |
| Tobolka Zdeněk                | Český klub                                                   | Čechy 21         | |
| Tomaschitz Johann             | Křesťansko-soc. klub něm. poslanců                           | Štýrsko 16       | |
| Tomášek František             | Klub českých soc. demokratů                                  | Morava (Č) 19    | |
| Tomschik Josef                | Klub něm. soc. demokratů                                     | Dolní Rakousy 35 | |
| Tonelli Albino                | Italská lidová str.                                          | Tyrolsko 23      | |
| Tresić-Pavičić Ante           | Dalmatský klub                                               | Dalmácie 08      | |
| Trylovskyj Kyrylo             | Ukrajinské parlam. zastoupení                                | Halič 56         | |
| Tusar Vlastimil               | Klub českých soc. demokratů                                  | Morava (Č) 11    | |
| Udržal František              | Klub českých agrárníků                                       | Čechy 59         | Místopř. sněmovny v XXII. zasedání.                                                                                       |
| Unterkircher Peter            | Křesťansko-soc. klub něm. poslanců                           | Tyrolsko 11      | |
| Urban Karl                    | Německý nár. svaz                                            | Čechy 87         | 1916–1917 min. obchodu ve vládě H. Clam-Martinice.                                                                        |
| Ussai Dionisio                | Klub liberálních Italů                                       | Gorice 01        | |
| Vacek Jan                     | Klub českých agrárníků                                       | Čechy 73         | |
| Valoušek František            | Katolická nár. str.                                          | Morava (Č) 15    | |
| Vaněk Karel                   | Klub českých soc. demokratů                                  | Morava (Č) 23    | |
| Velich Alois                  | Klub českých agrárníků                                       | Čechy 56         | |
| Verstovšek Karel              | Chorvatsko-slovinský klub                                    | Štýrsko 30       | |
| Viškovský Karel               | Klub českých agrárníků                                       | Čechy 66         | |
| Vityk Semen                   | nezařazený                                                   | Halič 54         | |
| Vodňanský František           | Český klub                                                   | Čechy 18         | |
| Vojna Jan                     | Český nár. sociální klub                                     | Čechy 17         | Ztratil mandát 30. 5. 1917 na základě pravomoc. rozsudku z 28. 10. 1916.                                                  |
| Vojta Miloš                   | Klub českých agrárníků                                       | Čechy 72         | |
| Volkert Karl                  | Klub něm. soc. demokratů                                     | Dolní Rakousy 28 | |
| Votruba Vilém                 | Jednota nez. pokrok. poslanců Čech a Moravy.                 | Morava (Č) 05    | Zvolen v prosinci 1911 místo V. Šíleného.                                                                                 |
| Vukotić Božidar               | Dalmatský klub                                               | Dalmácie 11      | |
| Waber Leopold                 | Německý nár. svaz                                            | Dolní Rakousy 29 | |
| Wagner Franz                  | Křesťansko-soc. klub něm. poslanců                           | Štýrsko 21       | |
| Wagner Franz                  | Německý nár. svaz (Něm. agrár. str.)                         | Morava (N) 11    | |
| Waldl Josef                   | Křesťansko-soc. klub něm. poslanců                           | Horní Rakousy 17 | |
| Waldner Viktor                | Německý nár. svaz (Něm. agrár. str.)                         | Korutany 09      | |
| Wassilko Nikolaus von         | Bukovinský ukrajinský klub                                   | Bukovina 09      | |
| Wastian Heinrich              | Německý nár. svaz                                            | Štýrsko 09       | Rezignace oznámena 30. 5. 1917.                                                                                           |
| Wedra Rudolf                  | Německý nár. svaz                                            | Dolní Rakousy 38 | |
| Weiguny Anton                 | Klub něm. soc. demokratů                                     | Horní Rakousy 03 | Zemřel 14. 12. 1914. |
| Weiss Josef                   | Křesťansko-soc. klub něm. poslanců                           | Horní Rakousy 22 | |
| Widholz Laurenz               | Klub něm. soc. demokratů                                     | Dolní Rakousy 21 | |
| Wichtl Friedrich              | Německý nár. svaz (Něm. radik. str.)                         | Čechy 94         | |
| Wille Josef                   | Křesťansko-soc. klub něm. poslanců                           | Dolní Rakousy 55 | |
| Winarsky Leopold              | Klub něm. soc. demokratů                                     | Dolní Rakousy 08 | Zemřel 22. 11. 1915. |
| Winter Lev                    | Klub českých soc. demokratů                                  | Čechy 09         | |
| Winter Max                    | Klub něm. soc. demokratů                                     | Dolní Rakousy 18 | |
| Witos Wincenty                | Polský klub (polský lidovec)                                 | Halič 42         | |
| Witt Zikmund                  | Klub českých soc. demokratů                                  | Slezsko 11       | |
| Wohlmeyer Johann              | Křesťansko-soc. klub něm. poslanců                           | Dolní Rakousy 45 | |
| Wolf Karl Hermann             | Německý nár. svaz (Něm. radik. str.)                         | Čechy 95         | |
| Wollek Richard                | Křesťansko-soc. klub něm. poslanců                           | Dolní Rakousy 58 | |
| Wróbel Ignacy                 | Polský klub (nestraník)                                      | Halič 35         | |
| Wüst Anton Karl               | Všeněmecké sjednocení                                        | Čechy 114        | |
| Wutschel Ludwig               | Klub něm. soc. demokratů                                     | Dolní Rakousy 22 | |
| Wysocki Kazimierz             | Polský klub (polský konzervat.)                              | Halič 62         | |
| Zahajkevyč Volodymyr          | Ukrajinské parlam. zastoupení                                | Halič 61         | |
| Zahradník Isidor Bohdan       | Klub českých agrárníků                                       | Čechy 55         | |
| Zaleski Wacław                |                                                              | Halič 29         | Zemřel 24. 12. 1913. |
| Zamorski Jan                  | Polský klub (polský nár. demokrat)                           | Halič 68         | |
| Zarański Jan                  | Polský klub (polský demokrat)                                | Halič 35         | |
| Zaunegger Josef               | Křesťansko-soc. klub něm. poslanců                           | Horní Rakousy 05 | |
| Zenker Ernst                  | Klub něm. demokratů                                          | Dolní Rakousy 09 | |
| Zieleniewski Edmund           | Polský klub (polský demokrat)                                | Halič 10         | |
| Žďárský Josef                 | Klub českých agrárníků                                       | Čechy 41         | Místopř. sněmovny v XXI. zasedání.                                                                                        |
| Žitnik Ignacij                | Chorvatsko-slovinský klub                                    | Kraňsko 07       | Zemřel 28. 12. 1913, místo něj nastoupil L. Pogačnik.                                                                     |

## Vysvětlení pojmů
- Český klub - klub českých nesocialistických poslanců
- Český národně sociální klub - Česká strana národně sociální
- Klub českých agrárníků - Českoslovanská strana agrární
- Klub českých sociálních demokratů - Českoslovanská sociálně demokratická strana dělnická
- Klub německých sociálních demokratů - německorakouská Sociálně demokratická strana Rakouska
- Křesťansko-sociální klub německých poslanců - německorakouská Křesťansko-sociální strana
- Německý národní svaz - klub německorakouských nesocialistických poslanců
- Polský klub – klub polských poslanců
- Všeněmecké sjednocení - německorakouští Všeněmci